# رینالدو کنراد
رینالدو کنراد (انگلیسی: Reinaldo Conrad؛ زادهٔ ۳۱ مهٔ ۱۹۴۲) قایقران قایق بادبانی اهل برزیل است.